# Districtul Markaz Rif Dimashq
Markaz Rif Dimashq District (în arabă منطقة مركز ريف دمشق, transliterat: manṭiqat Markaz Rif Dimašq) sau Districtul rural central Damasc este un district al Guvernoratului Rif Dimashq din sudul Siriei.

## Geografie
Markaz Rif Dimashq este situat la sud de Guvernoratul Damasc acoperind periferia sud-estică a metropolei Damasc. Cu majoritatea clădirilor administrative fiind situate în Damasc, districtul nu are un centru administrativ oficial. Cu o populație de 136.427 de locuitori, orașul Sayyidah Zaynab este cel mai mare oraș al districtului.
Districtul a fost împărțit în 2009, când sub-districtul  Qudsaya, situat la nord-vest de Damasc, a devenit un district în propriile sale drepturi. La recensământul din 2004, subdistrictele rămase aveau o populație totală de 837.804 locuitori.

## Sub-districte
Districtul Markaz Rif Dimashq este împărțit în șase sub-districte sau nawāḥī (populație din 2004):
| Cod      | Nume                       | Suprafață  | Populație |
| -------- | -------------------------- | ---------- | --------- |
| SY030101 | Subdistrictul al-Kiswah    | 523,74 km² | 112.095   |
| SY030102 | Subdistrictul Babbila      | 75,77 km²  | 341.625   |
| SY030103 | Subdistrictul Jaramana     | 10,42 km²  | 114.363   |
| SY030104 | Subdistrictul al-Malihah   | 74,51 km²  | 56.652    |
| SY030105 | Subdistrictul Kafr Batna   | 26,59 km²  | 123.474   |
| SY030106 | Subdistrictul Arbin, Siria | 8,67 km²   | 89.595    |